# Округ (ГДР)

Округа в ГДР

О́круг (нем. Bezirk) — административная единица в ГДР. В 1952—1990 годах округа являлись средним звеном государственного управления. В результате административной реформы 1952 года было образовано 14 округов, которые выполняли задачи земельных правительств. Округа делились на районы. Восточный Берлин с 1961 года имел статус округа.
Существовали следующие округа (и число входивших в их состав административных единиц):
- Росток —  10 районов, 4 города окружного подчинения, 360 коммун
- Шверин —  10 районов, 1 город окружного подчинения, 389 коммун
- Нойбранденбург —  14 районов, 1 город окружного подчинения, 492 коммун
- Магдебург —  19 районов, 1 город окружного подчинения, 655 коммун
- Потсдам —  15 районов, 2 города окружного подчинения, 755 коммун
- Франкфурт —  9 районов, 3 города окружного подчинения, 438 коммун
- Эрфурт —  13 районов, 2 города окружного подчинения, 719 коммун
- Галле —  20 районов, 3 города окружного подчинения, 684 коммун
- Лейпциг —  12 районов, 1 город окружного подчинения, 422 коммун
- Дрезден —  15 районов, 2 города окружного подчинения, 594 коммун
- Котбус —  14 районов, 1 город окружного подчинения, 574 коммун
- Зуль —  8 районов, 1 город окружного подчинения, 358 коммун
- Гера —  11 районов, 2 города окружного подчинения, 528 коммун
- Карл-Маркс-Штадт (Хемниц) —  21 район, 3 города окружного подчинения, 601 коммуна

## Административная реформа 1952 года
После Второй мировой войны в советской оккупационной зоне было создано пять земель — Мекленбург, Саксония-Анхальт, Бранденбург, Тюрингия и Саксония — как правопреемники исторических государств или из бывших провинций Пруссии. Эти земли образовали в 1949 году Германскую Демократическую Республику.
В начале июля 1952 Вторая партийная конференция СЕПГ провозгласила строительство социализма в ГДР. В связи с этим было решено перестроить государство по советскому образцу, чтобы обеспечить лучший контроль (демократический централизм) и ликвидировать земли как пережитки феодального строя.

## Конец округов

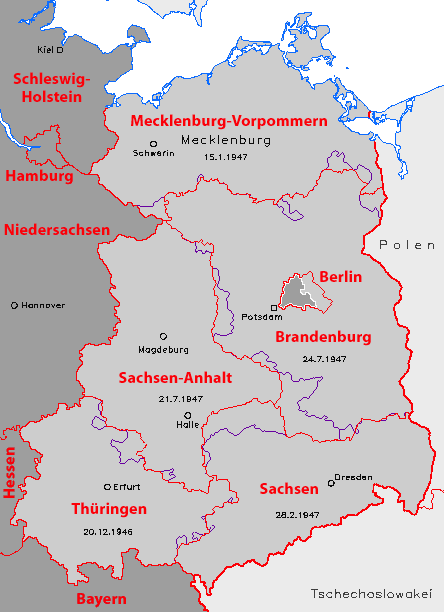
Вновь созданные земли (красным) и бывшие земли ГДР (серым)

До вступления ГДР в ФРГ округа оставались неизменными. Единственным исключением стало переименование округа Карл-Маркс-Штадт в Хемниц 1 июля 1990 года, связанное с декоммунизацией и возвращением окружному центру исторического названия. 22 июля 1990 Народная палата ГДР приняла закон о введении земель, который должен был вступить в силу 14 октября. Со вступлением в состав ФРГ земли уже 3 октября 1990 считались созданными.
Округа Росток, Шверин и Нойбранденбург образовали землю Мекленбург-Передняя Померания, округа Потсдам, Франкфурт-на-Одере и Котбус — Бранденбург, округа Магдебург и Халле — Саксонию-Анхальт, округа Эрфурт, Гера и Зуль — Тюрингию и округа Лейпциг, Дрезден и Карл-Маркс-Штадт — Саксонию. Некоторые районы и коммуны перешли в другую землю, поэтому границы старых и новых земель не совсем совпадают.